# 104. Sinfonie (Haydn)
Die Sinfonie Nr. 104 in D-Dur (Hob. I:104) komponierte Joseph Haydn im Jahr 1795. Das Werk gehört zu den berühmten Londoner Sinfonien und führt manchmal die nicht von Haydn stammenden Beinamen „London“ oder „Salomon“.

## Allgemeines

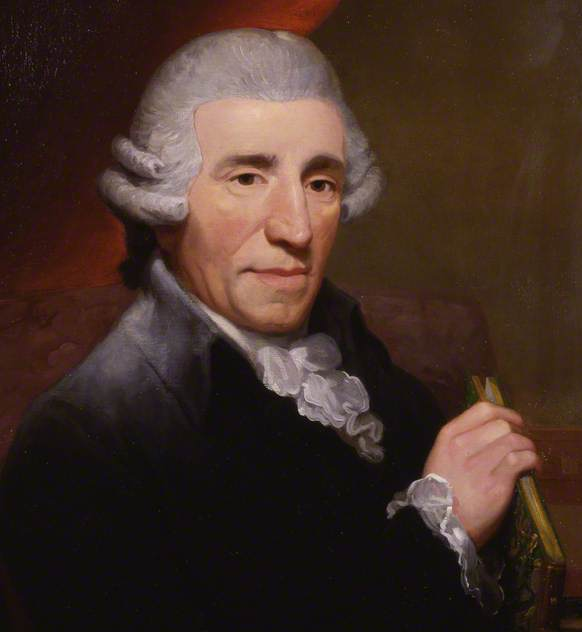
Franz Joseph Haydn (1732–1809)

Die Sinfonie Nr. 104 komponierte Haydn im Jahr 1795 im Rahmen der zweiten Londoner Reise. Es ist seine letzte Sinfonie. Die Uraufführung fand am 4. Mai 1795 während eines Benefizkonzertes, das Haydn für sich gab, im Londoner Haymarket Theatre statt. Haydn war zu dieser Zeit bereits 63 Jahre alt. Haydn komponierte das Werk vermutlich im März/April 1795 in London. Auf das Titelblatt des Autographs notiert er: „795 The 12th which I have composed in England Sinfonia in D II .“ Über die Uraufführung schreibt der Komponist in sein Notizbuch:

„Den 4ten May 1795 gab ich mein Benefiz-Konzert im Haymarket-Theater. Der Saal war voll auserlesener Gesellschaft. a) Erster Theil der  Militär-Symphonie; Aria […]; Concert […]; Duett […] von mir; eine neue Symphonie in D und zwar die zwölfte und letzte von den Englischen; b) zweiter Theil der Militärsymphonie; Aria […], Concerto […], Scena nuova von mir, Mad. Banti (She sang very scanty). Die ganze Gesellschaft war äußerst vergnügt und auch ich. Ich machte diesen Abend vier tausend Gulden. So etwas kann man nur in England machen.“

Der Morning Chronicle berichtet am 6. Mai 1795 über die Uraufführung:

„Mehr als die Hälfte der aufgeführten Stücke waren von Haydn, und sie lieferten unbezweifelbare Belege für die Größe und Vielseitigkeit seiner Fähigkeiten. […] Haydn zeigte sich seinen wohlmeinenden Freunden erkenntlich, indem er für die Gelegenheit eine neue Symphonie schrieb, von der einige der besten Kenner glauben, dass sie in jedem Satz an Fülle, Reichtum und Majestät all seine anderen Werke überträfe. Ein Gentleman, dessen musikalische Kenntnisse, Geschmack und tief greifende Urteilsfähigkeit hoch geschätzt werden, äußerte folgende Meinung: In den nächsten fünfzig Jahren würden die Komponisten nur wenig Besseres als Nachahmer Haydns sein und nur wenig mehr hervorbringen als einen zweiten Aufguss. Wir hoffen, diese Prophezeiung möge sich als falsch erweisen, aber die Wahrscheinlichkeit scheint die Vorhersage zu bestätigen.“

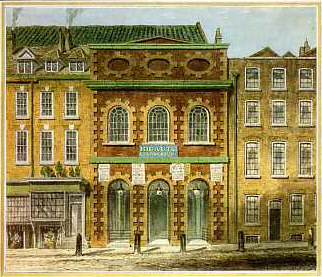
King’s Theatre am Haymarket

In Wien führte Haydn die Sinfonie erstmals am 18. Dezember 1795 auf. Die für das Werk manchmal verwendeten Beinamen „London“, „Salomon“ (oder auch in älterer Literatur: „mit dem Dudelsack“) stammen nicht von Haydn.
Die Sinfonie Nr. 104 wird teilweise als Ideal-Typus der klassischen Sinfonie bezeichnet. Andererseits zeigen sich im Andante Tendenzen zur Erweiterung des „klassischen“ Variationensatzes, und auch der erste Satz weist z. B. aufgrund der Ähnlichkeit beider Hauptthemen, dem thematischen Reichtum der Exposition und weiteren Details einige Besonderheiten auf. So könnte man gegebenenfalls den Kopfsatz als einen  der klarsten Sonatensätze Haydns überhaupt bezeichnen,  wenn man von der Formtheorie des 19. Jahrhunderts absieht.
Das Werk wird in der Literatur oft lobend als „Krönung“ der Londoner Sinfonien oder des gesamten Sinfonieschaffens von Haydn hervorgehoben:
- Die Sinfonie als eines der drei besten Instrumentalstücke Haydns.[11]
- „Wohl mit das bedeutendste“[7] Werk der Haydnschen Sinfonik.
- Die Sinfonien Nr. 103 und 104 als „symphonisches Vermächtnis“[12] Haydns.
- „Haydn schrieb das Werk  wohl in dem Bewusstsein, dass es seine letzte Symphonie bleiben sollte. In Wien fehlten einfach die Rahmenbedingungen für derart anspruchsvolle Instrumentalmusik; es gab weder Konzertreihen noch geeignete Orchester, geschweige denn eine interessierte Öffentlichkeit. So liegt es nahe, dass er hier versuchte, seine immensen Erfahrungen in dieser Gattung noch einmal bündig zusammenzufassen.“[1]
- „Sie bildet sozusagen die Summe des kompositionstechnischen Könnens Haydns nicht nur in handwerklich-kontrapunktischer Hinsicht, sondern auch in der Haydn typischen Ausprägung der Fähigkeit, kontrapunktische Brillanz mit einem populären musikalischen Idiom in Einklang zu bringen.“[13]

## Zur Musik
Besetzung: zwei Flöten, zwei Oboen, zwei Klarinetten, zwei Fagotte, zwei Hörner, zwei Trompeten, Pauken, zwei Violinen, Viola, Cello, Kontrabass. Es ist dokumentarisch belegt, dass Haydn seine Sinfonien bei den Londoner Konzerten anfangs vom Cembalo und ab 1792 vom „Piano Forte“ leitete, wie es der damaligen Aufführungspraxis entsprach. Dies ist ein Indiz für den Gebrauch eines Tasteninstrumentes (also Cembalo oder Fortepiano) als Continuo in den „Londoner Sinfonien“.
Aufführungszeit: ca. 25–30 Minuten.
Bei den hier benutzten Begriffen der Sonatensatzform ist zu berücksichtigen, dass dieses Modell erst Anfang des 19. Jahrhunderts entworfen wurde (siehe dort). – Die hier vorgenommene Beschreibung und Gliederung der Sätze ist als Vorschlag zu verstehen. Je nach Standpunkt sind auch andere Abgrenzungen und Deutungen möglich.

### Erster Satz: Adagio – Allegro
Adagio:  d-.Moll, 4/4-Takt,Takt 1–16

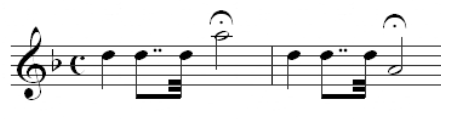
Eröffnungs-Fanfare des Adagio

Haydn eröffnet die Sinfonie mit einer wuchtigen Signal-Fanfare im Unisono-Fortissimo. Durch die Beschränkung auf Quinte und Quarte bleibt dabei die Tonart (Dur oder Moll) zunächst offen. Der charakteristische punktierte Rhythmus setzt sich auch in der anschließenden, viertaktigen Piano-Passage für Streicher und Fagott in d-Moll fort, wobei der Bass jeweils taktweise zuerst den Rhythmus als Sekunde aufwärts fortsetzt, beantwortet von einer seufzerartigen Sekunde abwärts der 1. Violine. In einer chromatischen Variante in F-Dur folgt die Wiederholung, die schließlich mit zum dritten, verkürzten Auftritt nach d-Moll zurückführt. Die Einleitung endet „offen“ auf der Dominante A-Dur.
Allegro:  D-Dur, 2/2-Takt (alla breve), Takt 17–294

Vordersatz des Hauptthemas

Die Exposition überrascht zunächst durch ihren relativ einfachen bzw. klar strukturierten Aufbau (z. B. im Vergleich zum Kopfsatz der Sinfonie Nr. 103). Das erste Thema (bzw. Hauptthema, Takt 17–31), das von den Streichern piano vorgestellt wird, hat einen ruhigen und sanglichen Charakter. Es ist periodisch aus Vorder- und Nachsatz zu je acht Takten strukturiert (mit weiterer Untergliederung in kleinere Motive, z. B. das Klopfmotiv mit vierfacher Tonrepetition). Der folgende Forte-Tutti-Block der Überleitung ist ebenfalls durch mehrere Motive unterschieden, die relativ locker aneinandergereiht werden: Motiv 1 (Takt 32 ff. mit Sechzehntelschleifer), Motiv 2 (Takt 40 ff. mit Blechbläserfanfare und chromatisch fallender Linie), Motiv 3 (Takt 50 ff., Variante des Klopfmotivs vom Hauptthema). Mit Achtelläufen wechselt Haydn zur Doppeldominante E-Dur und beendet den ersten Abschnitt (Hauptsatz) mit Akkordschlägen auf E und einer Generalpause als Zäsur.
Dann setzt der Seitensatz (Takt 65 ff.) piano ein, anstelle eines kontrastierenden zweiten Themas spielen die Streicher – nun auch mit Holzbläsern – jedoch das zur Dominante A-Dur transponierte erste Thema. Wiederum blockhaft folgt ab Takt 80 ein Forte-Abschnitt, der mit seiner Tonrepetition (zunächst dreifach, später vierfach) an das Klopfmotiv erinnert. Daneben enthält der Abschnitt auch noch eine Unisono-Rückung (Cis, Dis mit Triller, E) und Synkopen.
Die Schlussgruppe (Takt 101 ff.) beginnt piano als fallendes Dreiklangsmotiv (wird teilweise als „zweites Thema“ oder „zweiter Seitensatz“ angesehen), das dann mit Chromatik angereichert wird und zu einem Forte-Tutti-Block mit Synkopen führt. Die Exposition endet mit Akkordmelodik auf A-Dur und wird wiederholt.
Die Durchführung (Takt 124 ff.) beginnt piano mit dem Klopfmotiv, das von h-Moll aus durch die Instrumente geführt wird und die thematische Arbeit der Durchführung dominiert. In einer Piano-Passage wird von Takt 145 bis 154 zudem noch das Schlussgruppenmotiv von Takt 101 zwischengeschaltet (mit Klopfmotiv im Fagott). Ein dramatischer Ausbruch im Fortissimo (Takt 172) führt nach Fis-Dur und über chromatische Steigerung in einen energisch wiederholten A-Dur – Septakkord, mit dem die Durchführung „offen“ und mit einer Generalpause endet.
Die Reprise (Takt 193 ff.) ist gegenüber der Exposition variiert: Der Nachsatz des Hauptthemas wird nur von den Flöten und Oboen bestritten. Motiv 2 und Motiv 3 der Überleitung sind entsprechend der Exposition, das Klopfmotiv wird jedoch in seiner Originalgestalt (d. h. wie im Hauptthema) im weitgehenden Unisono herausgehoben. Nach einem Verebben, bei dem kurzzeitig (zwei Generalpausen) fast der Eindruck eines Abbruches entsteht, folgt das „zweite Thema“, das wiederum eine Variante des Hauptthemas darstellt, nun mit dialogischem Beginn und Chromatik. Auf die Schlussgruppe folgt noch eine Coda, die den Satz mit dem Klopfmotiv und Fanfaren der Bläser beendet.
Ludwig Finscher meint, dass das Allegro  wahrscheinlich der thematisch reichste Sonatensatz [sei], den Haydn je geschrieben habe.

### Zweiter Satz: Andante
G-Dur, 2/4-Takt, 152 Takte, Variationssatz

Variationsthema des Andante

- Abschnitt 1 (Takt 1–37): Das Thema wird zunächst von den Streichern piano vorgestellt und wiederholt (Takt 1–8). Anschließend wird das Material kurz fortgesponnen. Takt 17 ff. greift das Thema wieder auf, an dem sich nun auch das Fagott beteiligt. Die Melodie führt dann jedoch über chromatische, gehaltene Akkorde zur Subdominante C-Dur, wobei die Bewegung durch die ausgehaltenen Notenwerte mit melancholischer Klangfarbe zur Ruhe kommt. Anschließend folgt eine Rückführung von a-Moll nach G-Dur. Eine „Schlussgruppe“ (Takt 33 ff.) mit stimmführender 1. Violine, gegenstimmenartigem Fagott und ausgehaltenem G im Bass beendet die Vorstellung des Hauptthemas im weiteren Sinne. Auch der zweite Teil wird wiederholt.
- Abschnitt 2 (Takt 38–73, Variation 1): in g-Moll setzen die Holzbläser mit dem Themenkopf ein. Die Fortführung erfolgt dann in einem leidenschaftlichen Fortissimo-Ausbruch, wobei die 1. Violine und die Holzbläser im Dialog spielen. Haydn wechselt nach B-Dur (Takt 46 ff.) und lässt die Musik nach gleichmäßig-dahinfließender Streicherbewegung mit einer Generalpause (Takt 56) abbrechen. Der Themenkopf erscheint daraufhin im Streicherpiano in B-Dur, fällt nun jedoch bereits nach drei Takten in eine Forte-Weiterführung, die über c-Moll nach d-Moll wechselt. Das Moll verändert sich durch eine gleichmäßig-tickende Bewegung wieder nach Dur.
- Abschnitt 3 (Takt 74–121, Variation 2): Auftritt des Themas in Originalgestalt in G-Dur, nun mit Beteiligung der Flöte (Takt 74–81), dann Variation von Abschnitt 1: zunächst mit hervortretendem, punktiertem (Marsch-)Rhythmus, dann bei der Themenwiederholung in weit ausholender Bewegung der Streicher mit gleichmäßig-fließenden Sextolen, die bis ins harmonisch ferne Des-Dur führen, wo die Bewegung mit einer Fermate zur Ruhe kommt (Takt 113). Umgedeutet nach cis-Moll, antworten die Holzbläser mit einer fantasiartigen, verlangsamten Ausformulierung des Themenkopfes, wodurch wiederum nachdenklich-melancholische Klangfarbe entsteht.
- Abschnitt 4 (Takt 122–140, Variation 3): Nach der Rückführung zur Tonika G-Dur folgt eine weitere Variation von Abschnitt 1: Zunächst wird das Hauptthema mit Triolen verschmückt vorgetragen, die Fortführung über C-Dur (analog Takt 24) ist ausgebaut und enthält ein Flötensolo.
- Abschnitt 5 (Takt 141–Ende), Coda: Die in den Variationen bisher ausgelassene Schlussgruppe von Abschnitt 1 wird nun „nachgereicht“ und – mit etwas dissonanter Chromatik (die dritte melancholisch gefärbte Stelle im Satz) – ausgebaut. Ganz am Ende tritt der Kopf vom Schlussmotiv im Horn auf, der Satz verhaucht im Pianissimo.

Gegenüber dem „klassischen“ Variationssatz z. B. aus der Sinfonie Nr. 103 findet sich hier eine Tendenz, die die traditionelle Form aufzulösen beginnt: Man könnte z. B. Variation 1 als Durchführung und den Beginn von Variation 2 als Reprise eines Sonatensatzes hören. Untypisch für einen klassischen Variationssatz sind zudem die thematischen Entwicklungen und die Kontraste innerhalb des Themas,  so dass die Form des Variationssatzes sich zugunsten musikalischen Inhalts auflöst.

### Dritter Satz: Menuetto. Allegro
D-Dur, 3/4-Takt, mit Trio 104 Takte

Thema des Menuetts

Das Menuett ist in recht schnellem Tempo (Allegro) gehalten und weist dadurch in Richtung des Scherzo von Sinfonien der Romantik hin. Das tänzerische, achttaktige Hauptthema ist durch zweifache Tonrepetition und seine betonten Auftakte bzw. die Akzente zur sonst unbetonten dritten Zählzeit gekennzeichnet. Es wird von einem Triller beendet und zunächst forte vom ganzen Orchester vorgestellt, dann im Piano wiederholt (d. h. die Wiederholung ist ausgeschrieben). Der zweite Teil des Menuetts spinnt das Thema zunächst fort und bleibt dabei kurzzeitig in der zweitaktigen Wiederholung des Auftaktes stecken (im Bass weitere zwei Takte). Die „Reprise“ des Themas (Takt 35 ff.) wird von einem Paukenwirbel angekündigt. Das Thema ist nun mit einer Achtelbewegung etwas ausgeschmückt. Die Trillerfigur wird wieder aufgegriffen, doch der Auftakt führt in eine überraschende, zweitaktige Generalpause. Die Schlussformulierung mit dem Auftaktmotiv wird dann als langer, wiederum zweitaktiger Triller eingeleitet.

Thema des Trios

Das Trio steht ungewöhnlicherweise in der harmonisch zu D-Dur relativ fernen Tonart B-Dur (Parallele der Mollsubdominante), wobei die auftaktige Anfangs-Terz in den beiden Anfangstakten auch als d-Moll gehört werden könnte. Das ländlerartige Thema mit fließender Achtelbewegung wird von Oboe bzw. Fagott und Violine gespielt, begleitet mit grundierenden Pizzicato-Vierteln der übrigen Streicher. Der Beginn des zweiten Teils ist mehrstimmig gehalten: Das auftaktige Anfangsmotiv wandert durch Oboe, 2. Violine und Flöte, dazu die fortlaufende Achtelbewegung in Fagott, 1. Violine und Oboe. Das Auftaktmotiv tritt dann nochmals beim Wiederaufgreifen der Hauptmelodie und am Ende des Trios auf. Um von B-Dur wieder zur Grundtonart D-Dur zu kommen, hat Haydn eine zehntaktige „Rückleitung“ geschrieben, die anfangs ebenfalls vom Auftaktmotiv geprägt ist.

### Vierter Satz: Finale. Spiritoso
D-Dur, 2/2-Takt (alla breve), 334 Takte

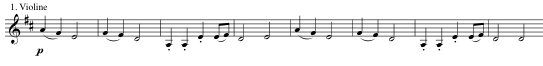
Erstes Thema des vierten Satzes

Der Satz eröffnet piano mit dem ausgehaltenen tiefen D der Hörner und der Celli. Nach zwei Takten dieses Bordun-Basses (der sich noch bis Takt 9 bzw. dann im Kontrabass/Fagott bis Takt 18 hinzieht) tragen die 1. Violinen das erste Thema vor, zunächst noch einstimmig. Das Thema besteht aus drei verschiedenen Motiven, aus denen mit Ausnahme des zweiten Themas der weitere Satz entwickelt wird: Motiv 1 mit Sekunde und Terz abwärts, Motiv 2 mit Tonrepetition und Achtelfloskel, Motiv 3 mit einer Sekunde aufwärts in halben Noten.
Ab Takt 11 setzen dann auch die übrigen Streicher begleitend und die 1. Oboe mit stimmführend ein. Die 2. Violine spielt eine Gegenstimme mit einem kleinen Achtellauf (hier als Motiv 4 bezeichnet, Takt 13 und 17). Das Thema geht angeblich auf das kroatische Volkslied „Oj Jelena“ zurück, möglicherweise ist aber auch Haydns Melodie umgekehrt zu einem Volkslied geworden. Durch den Bordun-Bass, der im weiteren Satzverlauf immer in Verbindung mit der Melodie auftritt, erinnert das Thema vom Charakter her an eine Dudelsackmelodie. Der Forte-Tutti-Block ab Takt 19 greift zunächst das tänzerisch-stapfende Motiv 2 des Themas auf (ggf. kann dieser Abschnitt auch noch als Nachsatz zum Thema gelten). Eine Passage mit Achtelläufen in den Violinen führt wieder in das ausgehaltene D vom Anfang, nun aber lautstark im Unisono von allen Instrumenten hervorgehoben inklusive Paukenwirbel. Über diesem Bordun-Bass wird dann der Themenkopf durch die Instrumente geführt mit gegenstimmenartigem Achtellauf aufwärts in der 1. Violine. Nach mehreren Akzenten auf Motiv 3 tritt das Thema nochmals in der Dominante A-Dur auf (Takt 55 ff.), wiederum mit Gegenstimme (nun 1. Violine analog Takt 11 ff.). Im Piano-Block ab Takt 65 greifen 1. Violine bzw. Fagott und Viola Motiv 4 (Achtellauf) auf, das ab Takt 73 zur virtuosen Lauf-Passage („Wirbelwind“) ausgeweitet wird.
Das zweite Thema (Takt 84 ff.) setzt nach einer Generalpause als Zäsur ein. Es kontrastiert durch seinen lyrisch-singenden Charakter und die relativ „unstabilen“ harmonischen Verhältnisse (Quintenzirkel abwärts: Fis → h, E → A) zum „derb“-fröhlichen ersten Thema und wird von Streichern und Fagott vorgetragen. Die Schlussgruppe (Takt 102 ff.) greift wiederum auf die Motive des ersten Themas zurück, wobei diese jedoch teilweise rhythmisch variiert werden.
Die Durchführung (Takt 119 ff.) lässt zunächst durch versetzten Einsatz von Motiv 1 eine mehrstimmige Verarbeitung erwarten, die jedoch in eine relativ lockere Aneinanderreihung der Motive der Exposition übergeht: Motiv 4 (Takt 129 ff., ab Takt 133 auch in Gegenbewegung) mit Übergang zu durchgehenden Achtelläufen (Takt 139 ff.), die Akzent-Passage (Takt 155 ff. analog Takt 44 ff.) sowie das zweite Thema (Takt 16 ff.), das mit seinen ganzen und halben Noten im Piano / Pianissimo zu einem Abschnitt mit geisterhaft-verhangener Klangfarbe ausgebaut wird. Relativ abrupt folgt daraufhin die Reprise (Takt 195 ff.).
Die Reprise folgt strukturell der Exposition, ist jedoch teilweise variiert (z. B. wird das erste Thema bei der Wiederholung ab Takt 221 von Fagotten, Hörnern und der Bassgruppe gespielt). Die verkürzte Schlussgruppe geht in eine Coda über, die Elemente des ersten Themas zunächst in den Flöten und Oboen vorstellt und daraufhin zu einem überraschenden d-Moll-Ausbruch wechselt. Nach virtuosen Achtelläufen stellt Haydn das erste Thema nochmals im Fortissimo über dem Bordun-Bass heraus (stimmführend: Flöten, 1. Violine; Gegenstimme: Klarinetten, 2. Violine; Viola und Celli besitzen eine weitere melodische Linie). Nach einigen Takten Akkordmelodik schließt der Satz mit einer einfachen „Frage-Antwort“ – Formulierung, die den Sekundschritt aus Motiv 3 enthält.